# Baños de Tajo
Baños de Tajo é um município da Espanha na província de Guadalajara, comunidade autónoma de Castilla-La Mancha, de área 28,26 km² com população de 23 habitantes (2007) e densidade populacional de 0,81 hab./km².

## Demografia
| Variação demográfica do município entre 1991 e 2004 | Variação demográfica do município entre 1991 e 2004 | Variação demográfica do município entre 1991 e 2004 | Variação demográfica do município entre 1991 e 2004 |
| --------------------------------------------------- | --------------------------------------------------- | --------------------------------------------------- | --------------------------------------------------- |
| 1991                                                | 1996                                                | 2001                                                | 2004                                                |
| 34                                                  | 31                                                  | 27                                                  | 29                                                  |